# Pueblo Mágico

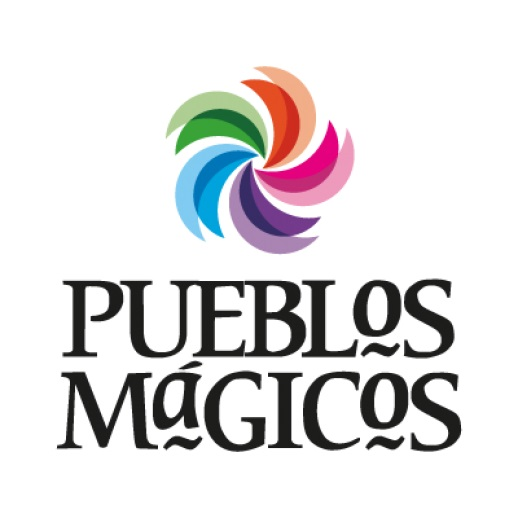
Hivatalos jelvény

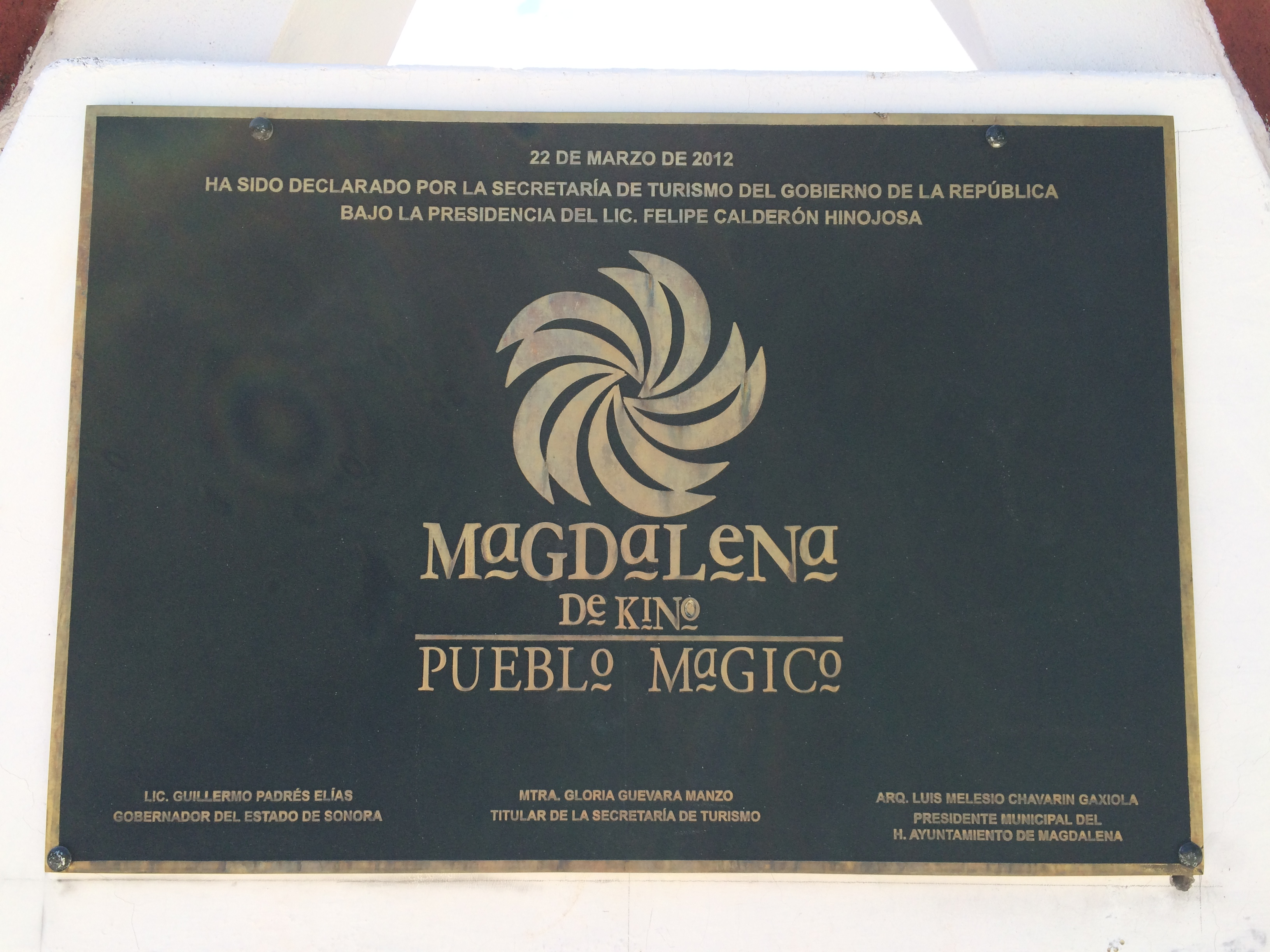
Magdalena de Kino Pueblo Mágico-minősítéséről szóló emléktábla

A Pueblo Mágico (a spanyol kifejezés jelentése: varázslatos település) egy kitüntető cím, amelyet a mexikói Turisztikai Titkárság (SECTUR) 2001 óta adományoz olyan mexikói településeknek, amelyek fontos turisztikai értékkel bírnak, főként azért, mert megőrizték régi építészeti értékeiket, kultúrájukat és hagyományaikat. A legtöbb települést a 2006 és 2012 közötti kormány tüntette ki: 2009-ben még csak 32 ilyen település volt az országban, 2012-ben már 83, 2017-ben pedig 111-re nőtt a számuk.
Mivel az ilyen minősítés nem csak azt hozza magával, hogy a turisták érdeklődése felerősödik a település iránt (Real de Catorce esetében például 1300%-os növekedést hozott), hanem azt is, hogy a kitüntetetteknek több pénzügyi forrás is jut (például a közvilágítás és a csatornázás fejlesztésére), ezért nagy sok hely szeretné elnyerni a címet. Vannak olyan kritikusok is, akik szerint néhány település nem érdemelte volna meg a listára kerülést, szerintük csak politikai döntés született, amikor kijelölték őket, a SECTUR szerint viszont a döntések átláthatók voltak, a feltételek pedig világosak.

## A Pueblo Mágicók listája
2017. áprilisi állapot
| Állam                | Település                   | Kép |
| -------------------- | --------------------------- | --- |
| Aguascalientes       | Calvillo                    |     |
| Aguascalientes       | Real de Asientos            |     |
| Aguascalientes       | San José de Gracia          |     |
| Alsó-Kalifornia      | Tecate                      |     |
| Campeche             | Palizada                    |     |
| Chiapas              | Chiapa de Corzo             |     |
| Chiapas              | Comitán de Domínguez        |     |
| Chiapas              | Palenque                    |     |
| Chiapas              | San Cristóbal de las Casas  |     |
| Chihuahua            | Batopilas                   |     |
| Chihuahua            | Casas Grandes               |     |
| Chihuahua            | Creel                       |     |
| Coahuila             | Arteaga                     |     |
| Coahuila             | Candela                     |     |
| Coahuila             | Cuatro Ciénegas             |     |
| Coahuila             | Guerrero                    |     |
| Coahuila             | Parras de la Fuente         |     |
| Coahuila             | Viesca                      |     |
| Colima               | Comala                      |     |
| Déli-Alsó-Kalifornia | Loreto                      |     |
| Déli-Alsó-Kalifornia | Todos Santos                |     |
| Durango              | Mapimí                      |     |
| Guanajuato           | Dolores Hidalgo             |     |
| Guanajuato           | Jalpa de Cánovas            |     |
| Guanajuato           | Mineral de Pozos            |     |
| Guanajuato           | Salvatierra                 |     |
| Guanajuato           | San Miguel de Allende       |     |
| Guanajuato           | Yuriria                     |     |
| Guerrero             | Taxco de Alarcón            |     |
| Hidalgo              | Huasca de Ocampo            |     |
| Hidalgo              | Huichapan                   |     |
| Hidalgo              | Mineral del Chico           |     |
| Hidalgo              | Mineral del Monte           |     |
| Hidalgo              | Tecozautla                  |     |
| Jalisco              | Lagos de Moreno             |     |
| Jalisco              | Mascota                     |     |
| Jalisco              | Mazamitla                   |     |
| Jalisco              | San Sebastián del Oeste     |     |
| Jalisco              | Talpa de Allende            |     |
| Jalisco              | Tapalpa                     |     |
| Jalisco              | Tequila                     |     |
| México               | Aculco                      |     |
| México               | El Oro                      |     |
| México               | Ixtapan de la Sal           |     |
| México               | Malinalco                   |     |
| México               | Metepec                     |     |
| México               | San Martín de las Pirámides |     |
| México               | Teotihuacán de Arista       |     |
| México               | Tepotzotlán                 |     |
| México               | Valle de Bravo              |     |
| México               | Villa del Carbón            |     |
| Michoacán            | Cuitzeo                     |     |
| Michoacán            | Jiquilpan                   |     |
| Michoacán            | Mineral de Anganguego       |     |
| Michoacán            | Pátzcuaro                   |     |
| Michoacán            | Santa Clara del Cobre       |     |
| Michoacán            | Tacámbaro                   |     |
| Michoacán            | Tlalpujahua                 |     |
| Michoacán            | Tzintzuntzan                |     |
| Morelos              | Tepoztlán                   |     |
| Morelos              | Tlayacapan                  |     |
| Nayarit              | Jala                        |     |
| Nayarit              | Sayulita                    |     |
| Oaxaca               | Capulálpam de Méndez        |     |
| Oaxaca               | Huautla de Jiménez          |     |
| Oaxaca               | Mazunte                     |     |
| Oaxaca               | San Pablo Villa de Mitla    |     |
| Oaxaca               | Teposcolula                 |     |
| Puebla               | Atlixco                     |     |
| Puebla               | Chignahuapan                |     |
| Puebla               | Cholula                     |     |
| Puebla               | Cuetzalan del Progreso      |     |
| Puebla               | Huauchinango                |     |
| Puebla               | Pahuatlán                   |     |
| Puebla               | Tlatlauquitepec             |     |
| Puebla               | Xicotepec                   |     |
| Puebla               | Zacatlán                    |     |
| Querétaro            | Bernal                      |     |
| Querétaro            | Cadereyta de Montes         |     |
| Querétaro            | Jalpan de Serra             |     |
| Querétaro            | San Joaquín                 |     |
| Querétaro            | Tequisquiapan               |     |
| Quintana Roo         | Bacalar                     |     |
| Quintana Roo         | Isla Mujeres                |     |
| Quintana Roo         | Tulum                       |     |
| San Luis Potosí      | Real de Catorce             |     |
| San Luis Potosí      | Xilitla                     |     |
| Sinaloa              | Cosalá                      |     |
| Sinaloa              | El Fuerte                   |     |
| Sinaloa              | El Rosario                  |     |
| Sinaloa              | Mocorito                    |     |
| Sonora               | Álamos                      |     |
| Sonora               | Magdalena de Kino           |     |
| Tabasco              | Tapijulapa                  |     |
| Tamaulipas           | Ciudad Tula                 |     |
| Tamaulipas           | Mier                        |     |
| Tlaxcala             | Huamantla                   |     |
| Tlaxcala             | Tlaxco                      |     |
| Új-León              | Linares                     |     |
| Új-León              | Santiago                    |     |
| Veracruz             | Coatepec                    |     |
| Veracruz             | Coscomatepec                |     |
| Veracruz             | Orizaba                     |     |
| Veracruz             | Papantla                    |     |
| Veracruz             | Xico                        |     |
| Veracruz             | Zozocolco de Hidalgo        |     |
| Yucatán              | Izamal                      |     |
| Yucatán              | Valladolid                  |     |
| Zacatecas            | Jerez de García Salinas     |     |
| Zacatecas            | Nochistlán                  |     |
| Zacatecas            | Pinos                       |     |
| Zacatecas            | Sombrerete                  |     |
| Zacatecas            | Teul de González Ortega     |     |